# Volcán de la Deseada
De Volcán de la Deseada, kortaf la Deseada, is een vulkaan op het Canarische eiland La Palma, in de vulkaanketen Cumbre Vieja.
Het is de hoogste van de bijna 120 vulkanen in de keten, met twee toppen van respectievelijk 1931 en 1945 m die bekroond zijn met een geodetische zuil. Zijn krater ligt 100 m lager op 1827 m. Vanop de top zijn de buureilanden La Gomera, El Hierro en Tenerife zichtbaar. 
De vulkaan maakt deel uit van het Parque Natural de Cumbre Vieja.

## Vulkanische activiteit
De Volcán de la Deseada kende geen uitbarsting in het recente verleden, doch door de voorlaatste uitbarsting in de Cumbre Vieja in 1949 ontstonden twee kraters net noordelijk van de berg, de Cráter del Duraznero en de Cráter del Hoyo Negro.

## Beklimming
De vulkaan ligt op de wandelweg Ruta de los Volcanes, die de Cumbra Vieja volgt.